# Utsulimakhi
Utsulimakhi (en rus: Уцулимахи) és un poble de la república del Daguestan, a Rússia. Segons el cens del 2010 tenia 159 habitants.